# Ланголен
Ланго̀лен (на уелски: Llangollen, изговор на уелски Хланго̀хлен, [ɬaŋ'ɡoɬɛn]) е малък град в графство Денбишър, Северен Уелс.

## География
Ланголен е разположен на река Дий, близо до планината Бъруин. Градът е известен и с Ланголенския канал, акведукта „Понтсайсилт“, железницата си и старинния Ланголенски мост, който е едно от „Деветте чудеса на Уелс“. Население около 3000 жители.

## История
Първите сведения за града датират от 7 век под името Сейнт Кохлен.
Известните ланголенски дами живеели в града.

## Икономика
Основен отрасъл в икономиката на града е туризма.

## Културни събития
От 1908 г. в Ланголен се провежда международният музикален фестивал „Ейстедвод“. През юли 2004 г. фолклорният ансамбъл „Манол Радичев“ от българското село Гела спечелва три награди от фестивала.

## Спорт
Популярните спортове в града са футбол, крикет и ръгби. По река Дий се провеждат състезания по слалом с кану.

## Личности
- лейди Елианър Бътлър (1739 – 1829), известна ланголенска дама
- Глин Джеймс (р. 1941), уелски футболист-национал

## Галерия
- ЖП гарата на Ланголен
- Английска методистка църква
- Кметството
- Църква „Св. Колен“
- Изглед към ул. „Аби“
- Хотел „Роял“
- Магазинчета за сувенири